# جنت (نام)
جِنِت یا جانِت (انگلیسی: Janet) نامی زنانه به‌معنای «خدای بخشنده یا هدیه‌ای از جانب خدا» است. گونه‌ای از اسم خاص فرانسوی Jeannette، اسم خاص اسپانیایی Juanita، روسی Жанет (Zhanet)، چرکسی Джэнэт (Janet) و مجارستانی Zsanett است. همچنین مخفف جین یا جِین است.

## فهرست افراد با نام جنت
- جنت آلتوگ، ورزشکار بریتانیایی
- جنت جپکوسگی، دونده کنیایی
- جنت جکسون خواننده، ترانه‌سرا، رقصنده و بازیگر آمریکایی
- جنت رینو، سیاستمدار آمریکایی
- جنت لی، بازیگر آمریکایی
- جنت مک‌کوردی، بازیگر آمریکایی
- جنت ناپالیتانو، سیاستمدار آمریکایی
- جنت یلن، اقتصاددان آمریکایی